# Rutewka mniejsza
Rutewka mniejsza (Thalictrum minus L.) – gatunek rośliny należący do rodziny jaskrowatych. Występuje w stanie dzikim w południowej i środkowej Europie. W Polsce na niżu, w górach rzadki.

## Morfologia

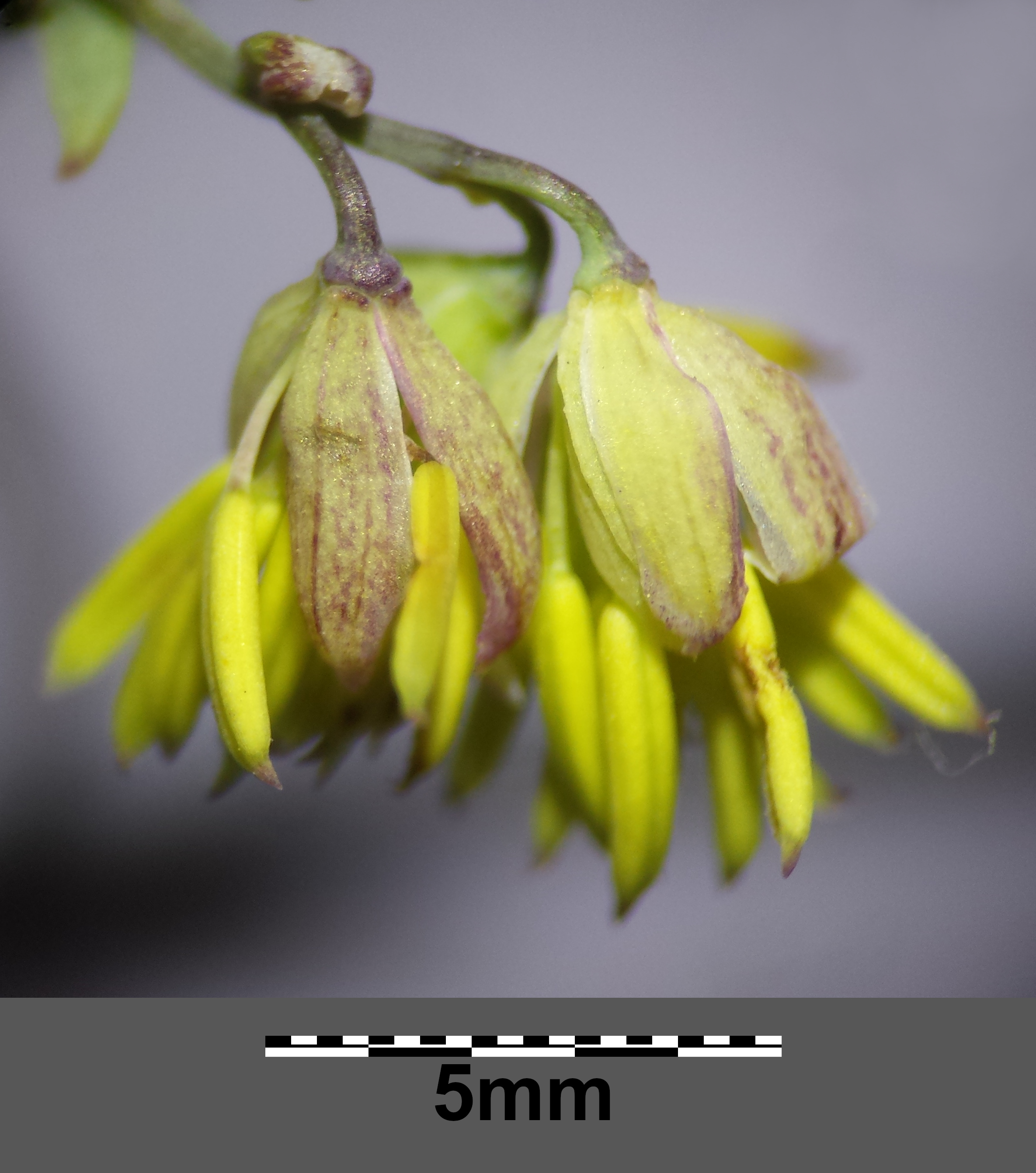
Kwiaty

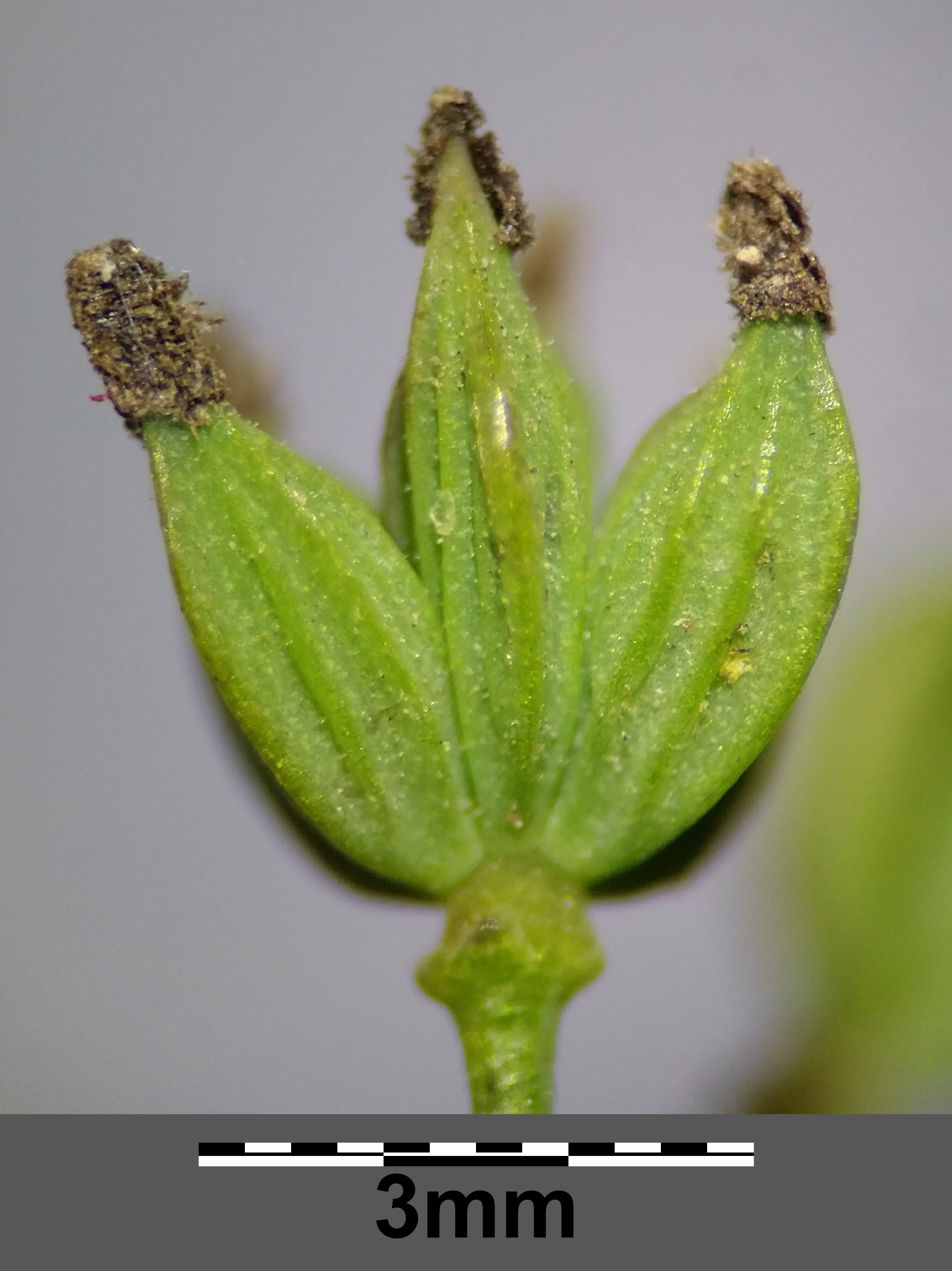
Owoce

ŁodygaNaga, silnie rozgałęziona 30–150 cm wysokości, o drutowatych pędach.
LiścieTrójkątne, trzy-pięciokrotnie pierzastodzielne, o zaokrąglonych, całobrzegich lub trójząbkowych listkach. Głównie skupione są w dolnej części pędu, górą nagle malejące.
KwiatyŻółtawe lub zielonkawe zebrane w wiechę.
OwoceSiedzące, zwykle z 8 podłużnymi bruzdkami.

## Biologia i ekologia
Bylina, hemikryptofit. Kwitnie od maja do czerwca. Siedlisko: kamieniste zbocza, słoneczne pagórki, widne lasy, skały, ubogie łąki, zarośla. W klasyfikacji zbiorowisk roślinnych gatunek charakterystyczny dla związku (All.) Geranion sanguineii.

## Zagrożenia i ochrona
Roślina nie objęta ochroną gatunkową na terenie Polski. Lokalnie gatunek jest rzadki, uznany jest za narażony na wyginięcie m.in. na terenie Górnego Śląska.